# Гребеножко Олександр Олександрович
Олександр Олександрович Гребеножко (4 листопада 1976 — 2 квітня 2025) — український футболіст, що грав на позиції нападника. Відомий виступами за низку зарубіжних («Боруссія» (Менхенгладбах), «Заксен», «Терек» (Грозний)) та українських клубів («Оболонь», «Волинь», «Закарпаття»). По завершенні ігрової кар'єри — футбольний тренер. Син футболіста Олександра Володимировича Гребеножка.

## Клубна кар'єра
Олександр Гребеножко-молодший є вихованцем київської ДЮСШ «Зміна». Свою футбольну кар'єру нападник розпочав у київській команді «Оболонь», спочатку в аматорській команді, а з сезону 1995—1996 років — у другій українській лізі.
На початку 1996 року вирішив спробувати свої сили за кордоном, у бельгійському клубі другого дивізіону «Оверпельт». Але у зв'язку із низькою зарплатою в маловідомому клубі за півроку по рекомендації відомого футбольного агента Андрія Головаша перейшов до значно більш відомого німецького клубу «Боруссія» із Менхенгладбаху. У цей період у німецькому клубі грала справжня колонія українців, серед яких були Андрій Воронін (із яким Гребеножко разом знімав квартиру), Руслан Валєєв, Сергій Левченко. Спочатку Гребеножко грав за аматорську команду «Боруссії» в регіональлізі, а за два роки, коли команда вилетіла в другу бундеслігу, зіграв 4 матчі в основному складі команди.
У 2000 році український нападник отримав запрошення від іншої німецької команди — «Заксен» із Лейпцига, яка під керівницством болгарського тренера Христо Бонєва збиралась підвищитись у класі. Але за рік у спонсорів клубу закінчились гроші, і Олександр Гребеножко, у зв'язку із відсутністю ігрової практики протягом півроку, вирішує повернутись на батьківщину, й укладає контракт із луцькою «Волинню». Протягом 2002 року нападник став однією із найпомітніших фігур у передній лінії лучан, допомігши клубу стати переможцем турніру першої ліги, і в найвищому дивізіоні зумівши відзначитися у кількох важливих матчах. Але в січні 2003 року Олександр Гребеножко достроково покинув тренувальний збір «Волині» й повернувся до Києва, мотивуючи це закінченням контракту, хоча зі слів Віталія Кварцяного, футболіст перед цим уклав новий контракт із клубом. Окрім цього, зі слів головного тренера «Волині», Гребеножко надмірно захоплювався навколофутбольними речами — автомобілями, мобільними телефонами, комп'ютерами; а також розпочав пошуки нового клубу, ще будучи гравцем луцького клубу. Також Віталій Кварцяний повідомив, що розрив контракту з «Волинню» і подальші нелогічні кроки Гребеножко робив під впливом свого футбольного агента, який пізніше був позбавлений права на футбольну діяльність. Зі слів Олександра Гребеножка, у нього був варіант працевлаштування в ізраїльському клубі «Хапоель» з Петах-Тікви, але пізніше він віддав перевагу грозненському «Тереку».
У чеченському клубі Олександр Гребеножко грав протягом року, а після цього повернувся в Україну, до київської «Оболоні», у якій він починав свою футбольну кар'єру. У команді Гребеножко грав до її вильоту з вищого дивізіону, і був виставлений клубом на трансфер. Після цього нападник нетривалий час грав за «Закарпаття», а пізніше перейшов до махачкалинського «Динамо». Зігравши за дагестанських динамівців лише 10 матчів, українець перебрався на Близький Схід, і протягом року виступав за маловідомі клуби з Оману та ОАЕ. На початку 2008 року проходив оглядини в барнаульському «Динамо», але пізніше перейшов до мінського «Локомотиву» (пізніше перейменованого на СКВІЧ). У цій команді Олександр Гребеножко виступав до початку 2009 року, після чого завершив свою футбольну кар'єру.

## Після закінчення футбольної кар'єри
Олександр Гребеножко-молодший після закінчення футбольної кар'єри повернувся до Києва, і разом із батьком працював дитячим футбольним тренером. Окрім цього, Олександр Гребеножко із дружиною володів туристичною фірмою у Києві. Помер Олександр Гребеножко 2 квітня 2025 року.